# Počátky
Počátky (deutsch Potschatek, älter auch Potschaken) ist eine Stadt in Tschechien. Sie liegt 21 Kilometer nordöstlich von Jindřichův Hradec und gehört zum Okres Pelhřimov. Das Stadtzentrum von Počátky wurde zur städtischen Denkmalszone erklärt.

## Geographie

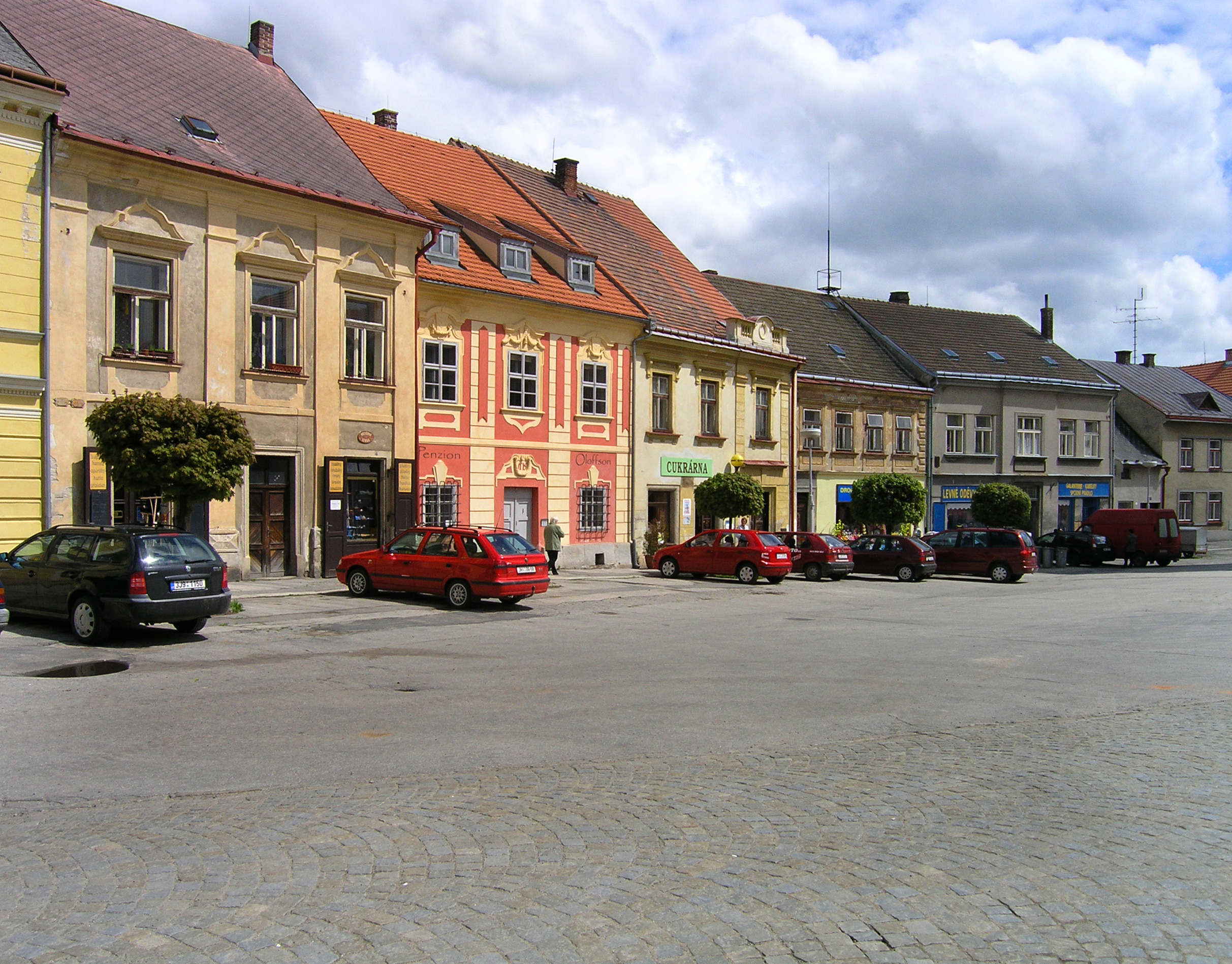
Palackého Platz

Počátky befindet sich im Süden der Böhmisch-Mährischen Höhe nördlich der Javořická vrchovina und wird vom Počátecký potok durchflossen.
Nachbarorte sind Polesí im Norden, Heřmaneč im Nordosten, Svatá Kateřina und Jihlávka im Osten, Kaliště und Horní Vilímeč im Südosten, Vesce im Süden, Stojčín im Südwesten, Žirovnice und Cholunná im Westen sowie Jabubín und Ctiboř im Nordwesten.

## Geschichte

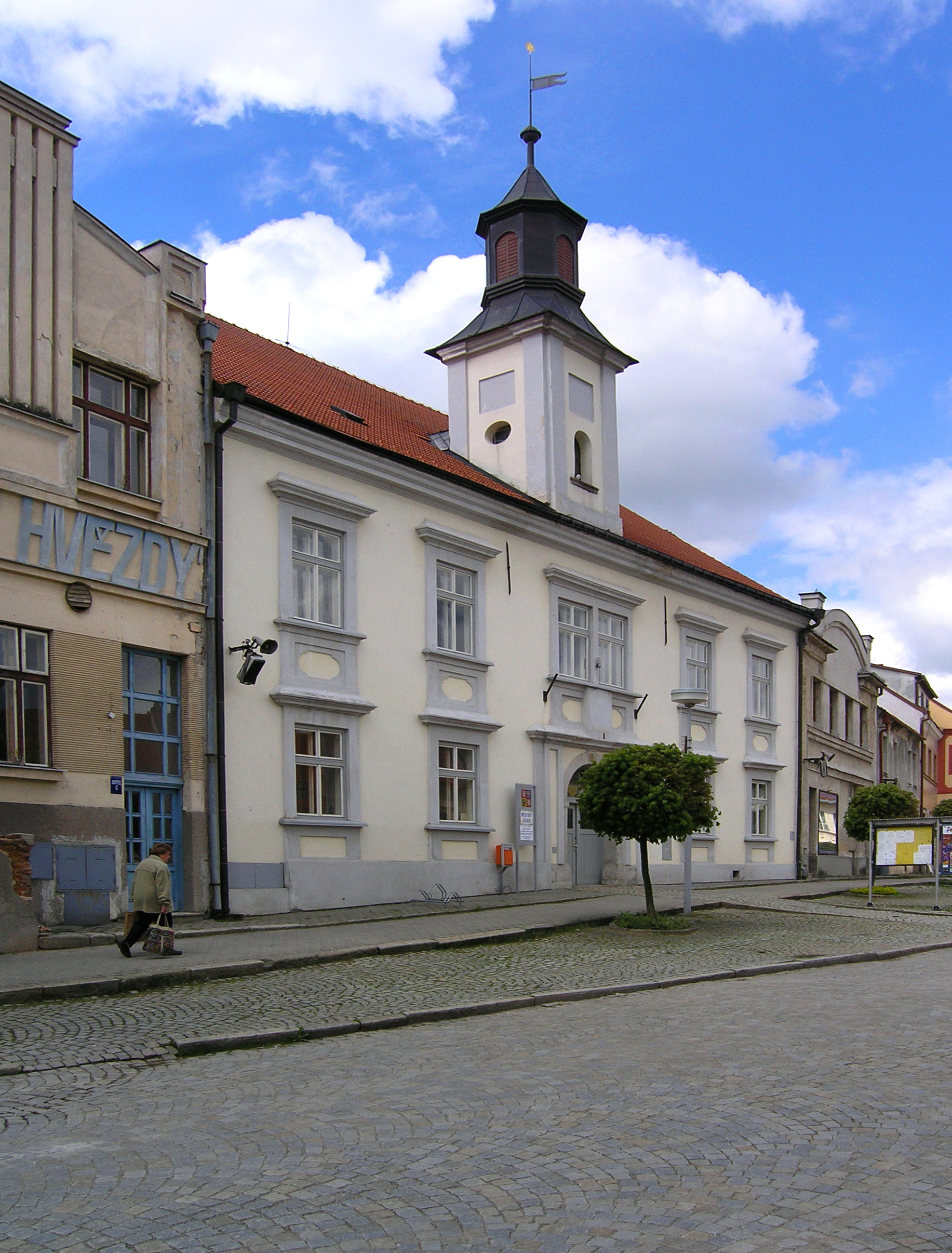
Das Rathaus

Der Ort entstand in der zweiten Hälfte des 13. Jahrhunderts im Grenzwald Borek an der mährisch-böhmischen Landesgrenze. Erste nachweisliche Besitzerin war Perchta von Kralovany, die das Gut als Mitgift in ihre Ehe mit Vítek von Švábenice einbrachte. Die erste urkundliche Erwähnung des an der Verbindungsstraße von Jindřichův Hradec nach Jihlava gelegenen Marktes erfolgte im Jahre 1289 durch den Prager Bischof Tobias von Bechin, der über Bedienstete seines Passauer Amtsbruders Bernhard von Prambach den Bann verhängte, weil sie in Počátky geraubt hatten.
Als Heinrich III. von Neuhaus am 8. September 1389 Počátky von den Herren von Hardegg kaufte, wurde der Ort erstmals als Stadt bezeichnet. Unter den Herren von Neuhaus erfolgte der weitere Ausbau der Stadt. Während der Hussitenkriege belagerten die Taboriten 1425 Počátky vergeblich. Nach Tomáš Pešina z Čechorodu war es Meinhard von Neuhaus, der 1439 der Stadt das Privileg zur Befestigung durch gemauerte Wallanlagen verlieh. Unter Joachim von Neuhaus erfolgte 1564 die Eingliederung in die Herrschaft Žirovnice. 1594 erhielt der Jesuitenorden in Jindřichův Hradec das Kirchpatronat in Počátky, das er bis 1773 ausübte. Nachdem das Geschlecht von Neuhaus 1604 mit Lucie Ottilie von Neuhaus ausstarb, fiel das Erbe an deren Ehemann Wilhelm Slavata.
Im Dreißigjährigen Krieg wurde Počátky von schwedischen und kaiserlichen Truppen verwüstet. 1653 brannte ein Teil der Stadt nieder, ein weiterer Stadtbrand brach 1662 aus. Über Anna Lucie Slavatová, die mit Adolf Wratislaw von Sternberg (1624–1703) verheiratet war, fiel das Erbe des erloschenen Geschlecht der Slavata von Chlum und Koschumberg in der 2. Hälfte des 17. Jahrhunderts an die Sternberger.
Im 18. Jahrhundert entstand nordöstlich der Stadt am Fuße des 759 m hohen Lísek das Katharinenbad. Počátky kaufte sich 1783 aus der Untertänigkeit los und wurde zu einer Munizipalstadt mit eigenem Magistrat. 1821 zerstörte erneut ein Brand Teile der Stadt. Beim Wiederaufbau wurden die Wälle und beide Stadttore abgetragen. Bis zur Aufhebung der Patrimonialherrschaften im Jahre 1848 verblieb die Stadt bei der Herrschaft Žirovnice. 1842 lebten in Počátky 2561 Menschen, die vorwiegend von der Weberei und Tuchmacherei, aber auch vom Ackerbau lebten. Die Stadt wurde 1850 Sitz eines Bezirksgerichts, das 1945 aufgehoben wurde. In der zweiten Hälfte des 19. Jahrhunderts siedelte sich Textilindustrie in Počátky an. Nach 1900 entwickelte sich Počátky zu einem Erholungsort. Insbesondere das Heilwasser des Katharinenbades und die saubere Luft machten das Bad zu einem Treffpunkt der Prager Gesellschaft. Im Bad Svatá Kateřina weilten u. a. Julius Zeyer, Karel und Josef Čapek sowie Karel Burian als Kurgäste.

## Wappen
Das 1698 durch Adolf Wratislaw von Sternberg und Anna Lucie Slavatová geschaffene neue Stadtwappen zeigt auf blauem Grund die goldenen Initialen beider Ehegatten. Der goldene Stern ist das Wappen der Sternberger und die gleichfalls goldene fünfblättrige Rose erinnert an die Herren von Neuhaus.

## Stadtgliederung
Die Stadt Počátky besteht aus den Ortsteilen Heřmaneč (Hermanitz), Horní Vilímeč (Ober Wilimetsch), Léskovec (Leskowetz), Počátky (Potschatek), Prostý (Prostey) und Vesce (Wesetz) sowie der Ortslage Lázně Svaté Kateřiny (St. Katharinenbad).
Das Gemeindegebiet gliedert sich in die Katastralbezirke Heřmaneč u Počátek, Horní Vilímeč, Léskovec, Počátky, Prostý und Vesce u Počátek.

## Partnergemeinden
- Lokca, Slowakei
- Konolfingen, Schweiz

## Sehenswürdigkeiten
- Kirche Johannes des Täufers, das seit 1354 belegte, ursprünglich gotische Bauwerk wurde zwischen 1688 und 1690 barock umgestaltet
- Fronleichnamskirche auf dem Friedhof, erbaut 1705–1711
- barocke Kapelle der Hl. Anna
- barocke Statuengruppe des Hl. Johannes von Nepomuk mit Brunnen, am Markt, geschaffen 1720
- barocke Badkapelle des Hl. Katharina in Lázně Svaté Kateřiny, erbaut 1730
- früheres Kurbad in Lázně Svaté Kateřiny
- Heimatmuseum
- Geburtshaus von Tomáš Pešina z Čechorodu
- Geburtshaus von Otokar Březina

Bildergalerie
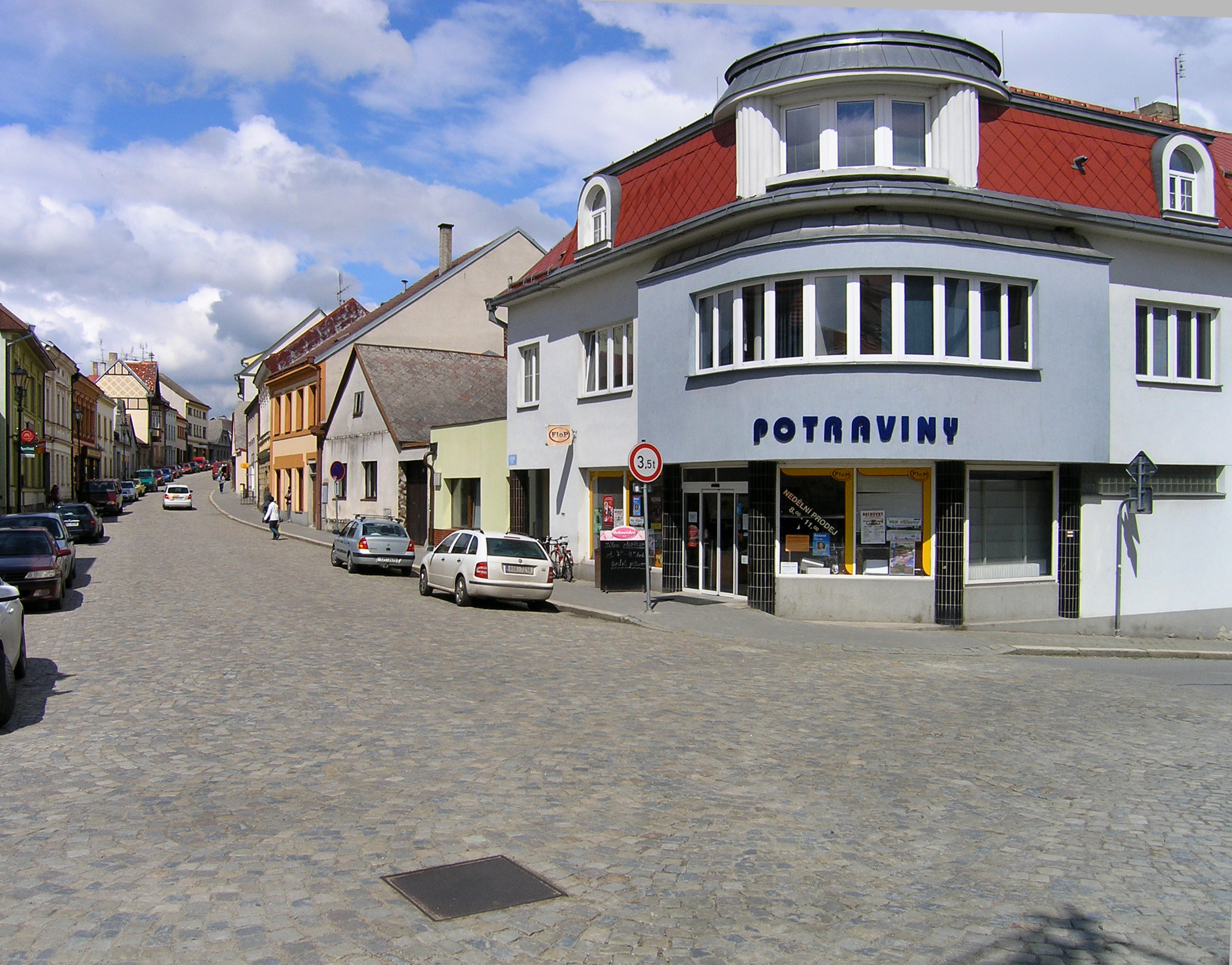
Horní Straße
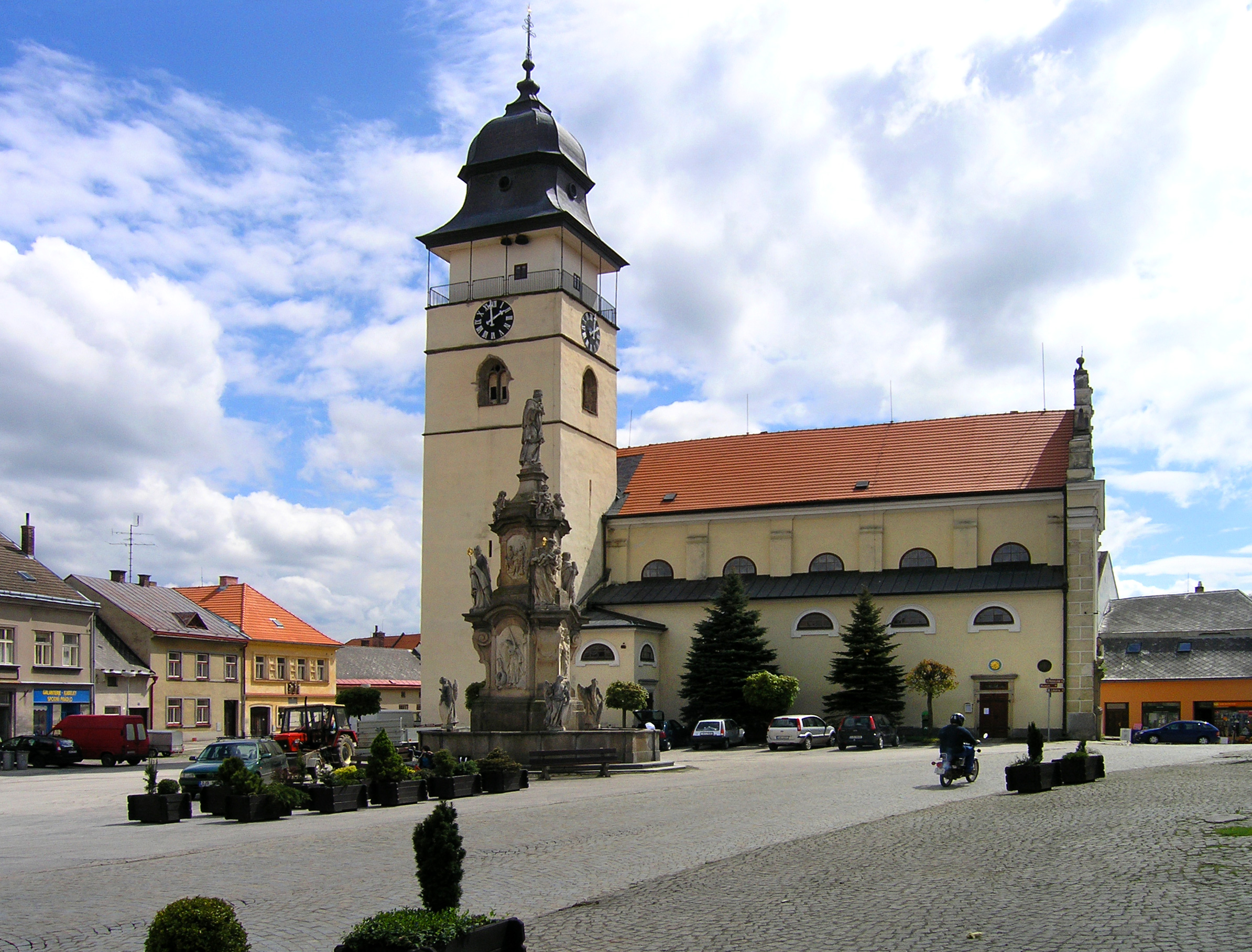
Johanneskirche und Brunnen mit Nepomukstatue
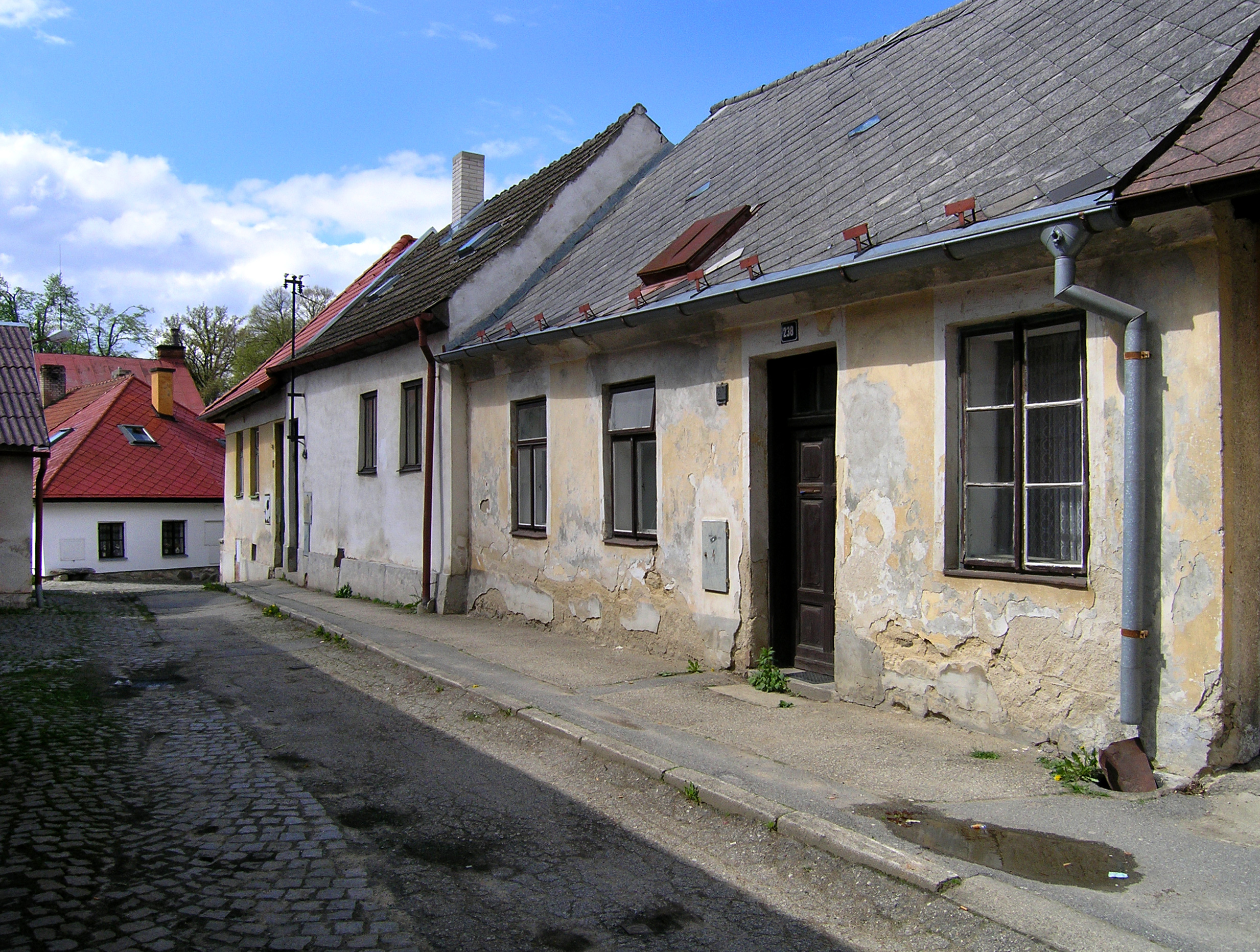
Školní Straße

## Persönlichkeiten

### Söhne und Töchter der Stadt
- Tomáš Pešina z Čechorodu (1629–1680), tschechischer Historiker
- Otokar Březina (1868–1929), tschechischer Dichter
- Miloš Tichý (* 1966), Astronom
- Jaroslav Drobný (* 1979), tschechischer Fußballspieler

### Weitere
Der Komponist Vítězslav Novák lebte als Kind zehn Jahre in Počátky.